# 密克罗尼西亚人
密克罗尼西亚人（英語：Micronesians或Micronesian peoples）是指定居于西太平洋上的密克罗尼西亚地区的各个紧密相关的原住民族。这些民族属于南岛语族，其原乡位于台湾。
被归类为密克罗尼西亚人的民族包括：加罗林人（北马里亚纳群岛）、查莫罗人（关岛和北马里亚纳群岛）、丘克人、莫特洛克人、纳莫努伊托人、帕阿方人、普卢瓦特人和普拉普人（以上定居于丘克州）、基里巴斯人（基里巴斯）、科斯雷人（科斯雷州）、马绍尔人（马绍尔群岛）、瑙鲁人（瑙鲁）、帕劳人、松索罗尔人和哈托博海伊人（帕劳）、波纳佩人、平格拉普人、恩盖蒂克人、莫基尔人（以上定居于波纳佩州）、雅浦人、乌利西人、沃莱艾人、萨塔瓦尔人（以上定居于雅浦州）。